# 黑纹斑捻螺
黑纹斑捻螺（学名：Punctacteon yamamurae）为捻螺科斑捻螺属的动物。分布于日本、菲律宾，包括黄海、渤海、东海、南海海域等海域，属于暖温带种。其常见于潮间带-潮下带浅水区泥砂质底。